# Скоби, Эдвард
Эдвард Скоби (англ. Edward Scobie; 1918, Розо, Доминика — 14 ноября 1996) — журналист, редактор, издатель, историк, писатель
 и публицист Доминики.

## Биография
Учился в Школе Доминики (Dominica Grammar School). С юности активно занимался спортом. Был членом национальных сборных по крикету и футболу.
После начала Второй мировой войны отправился в Англию и вступил добровольцем в Королевские военно-воздушные силы Великобритании, служил пилотом бомбардировщика, в звании лейтенанта. После окончания войны работал корреспондентом Chicago Defender (Чикаго, США) и других изданий Johnson Publishing Company, в основном, освещая вопросы связанные с афроамериканской аудиторией.
В 1960 году в сотрудничестве с 2 другими журналистами стал выпускать ежемесячный журнал Tropic. Журнал, публикуемый в Лондоне, заявил, что он намерен стать «голосом 250 000 цветных жителей Британии», призывая «цветных» читателей присоединяться «повсюду в их борьбе за независимость, за достойную и свободную жизнь». Помимо освещения политики и текущих событий в Великобритании, Африке и странах Карибского бассейна, журнал публиковал рассказы таких авторов, как Самюэл Селвон, Джордж Лемминг и Дональд Хайндс. Журнал прекратил публикацию в конце 1960 года.
В сентябре 1961 года Скоби основал и стал главным редактором ежемесячного лондонского журнала Flamingo, ориентированного на чернокожих жителей Британии и за рубежом. Это был один из первых журналов, ориентированных на африканско-карибское сообщество Великобритании. Flamingo частично финансировался Британской секретной разведывательной службой (MI6), которая вместе с ЦРУ поддерживала левых писателей и политиков, которые выступали бы против коммунизма. Неясно, знал ли Скоби об этом финансировании. Уже второй выпуск утверждал, что было продано 20 000 экземпляров журнала в Великобритании и 15 000 в Америке. К 1964 году политические статьи Flamingo стали отличаться более серьезными позициями и были похожи на пресс-релизы полусекретного отдела информационных исследований британского министерства иностранных дел. Журнал был закрыт в мае 1965 года.
Эдвард Скоби известен своими исследованиями истории чернокожих в Западной Европе и его фундаментальной книгой «Черная Британия: История чернокожих в Великобритании» (Black Britannia: A History of Blacks in Britain. 1972).

## Избранные публикации
- Black Britannia: The History of Blacks in Britain (1972), Johnson Press, ISBN 978-0874850567.
- Global African Presence (1994), A & B Books, ISBN 9781881316725[3].
- Documents of Western Indian History
- Dies Dominica;: A publication commemorating Dominica Day (1965)

## Награды
- Почётный профессор истории Городского колледжа Нью-Йорка (1996).
- В 1998 году в честь 80-летия ВВС Великобритании вышла почтовая марка с изображением Э. Скоби и ещё четырёх доминикцев, которые во время Второй мировой войны служили в ВВС Великобритании.